# 格蕾琴·拉什
格蕾琴·拉什（英語：Gretchen Rush，1964年2月7日—），美国女子网球运动员。她曾代表美国参加1983年泛美运动会网球比赛，获得一枚金牌。她也曾参加1984年夏季奥林匹克运动会。